# كولن ماكفي
كولن ماكفي هو ملحن وعازف بيانو كندي، ولد في 15 مارس 1900 في مونتريال في كندا، وتوفي في 7 يناير 1964 في لوس أنجلوس في الولايات المتحدة.

## وصلات خارجية
- كولن ماكفي على موقع IMDb (الإنجليزية)
- كولن ماكفي على موقع ميوزك برينز (الإنجليزية)
- كولن ماكفي على موقع أول ميوزيك (الإنجليزية)
- كولن ماكفي على موقع ديسكوغز (الإنجليزية)
- كولن ماكفي على موقع قاعدة بيانات الفيلم (الإنجليزية)